# Gentiana chungtienensis
Gentiana chungtienensis är en gentianaväxtart som beskrevs av Marquand. Gentiana chungtienensis ingår i släktet gentianor, och familjen gentianaväxter. Inga underarter finns listade i Catalogue of Life.